# 紀元前116年
紀元前116年（きげんぜん116ねん）は、ローマ暦の年である。

## 他の紀年法
- 干支 : 乙丑
- 日本
  - 開化天皇42年
  - 皇紀545年
- 中国
  - 前漢 : 元鼎元年
- 朝鮮
  - 檀紀2218年
- 仏滅紀元 : 429年
- ユダヤ暦 : 3645年 - 3646年

## できごと

### エジプト
- プトレマイオス8世が死去し、クレオパトラ3世は、弟のプトレマイオス10世を共同摂政に指名したが、アレクサンドリアの人々は、プトレマイオス9世をキプロスから呼び寄せ、知事に据えさせた。
- プトレマイオス9世がエジプトの王になった。

### 小アジア
- ミトリダテス6世がボスポロス王国の王になった。

## 誕生
- マルクス・テレンティウス・ウァロ、ローマの学者（+ 紀元前27年）

## 死去
- 6月26日 - プトレマイオス8世、プトレマイオス朝のファラオ（* 紀元前182年）
- クレオパトラ2世、プトレマイオス朝のファラオ・女王（* 紀元前185年）